# 李日躋
李日躋，雲南省雲南府易門縣人，清朝政治人物。同進士出身。
光緒二年（1876年），參加丙子恩科會試，得貢士第84名。殿試登進士3甲第72名。同年五月（6月3日），著分六部學習。